# Éliminatoires de la Coupe du monde de football 2010, zone Europe, groupe 7
Cet article donne les résultats des matches du groupe 7 de la zone Europe des éliminatoires de la coupe du monde de football 2010.

## Classement
| Rang | Équipe     | Pts | J  | G | N | P | Bp | Bc | Diff |  | Résultats (▼ dom., ► ext.) |     |     |     |     |     |     |
| ---- | ---------- | --- | -- | - | - | - | -- | -- | ---- |  | -------------------------- | --- | --- | --- | --- | --- | --- |
| 1    | Serbie     | 22  | 10 | 7 | 1 | 2 | 22 | 8  | +14  |  | Serbie                     |     | 1-1 | 1-0 | 3-0 | 5-0 | 2-0 |
| 2    | France     | 21  | 10 | 6 | 3 | 1 | 18 | 9  | +9   |  | France                     | 2-1 |     | 3-1 | 1-0 | 1-1 | 5-0 |
| 3    | Autriche   | 14  | 10 | 4 | 2 | 4 | 14 | 15 | -1   |  | Autriche                   | 1-3 | 3-1 |     | 2-1 | 2-1 | 3-1 |
| 4    | Lituanie   | 12  | 10 | 4 | 0 | 6 | 10 | 11 | -1   |  | Lituanie                   | 2-1 | 0-1 | 2-0 |     | 0-1 | 1-0 |
| 5    | Roumanie   | 12  | 10 | 3 | 3 | 4 | 12 | 18 | -6   |  | Roumanie                   | 2-3 | 2-2 | 1-1 | 0-3 |     | 3-1 |
| 6    | Îles Féroé | 4   | 10 | 1 | 1 | 8 | 5  | 20 | -15  |  | Îles Féroé                 | 0-2 | 0-1 | 1-1 | 2-1 | 0-1 |     |

- La Serbie est qualifiée.
- La France est barragiste.

## Résultats et calendrier
Les 6 fédérations se sont réunies à Vienne, Autriche le 8 décembre 2007 pour établir le calendrier.
| 6 septembre 2008 | Roumanie | 0 – 3 | Lituanie                                        | Stade Docteur-Constantin-Rădulescu, Cluj-Napoca |                                             |
| 21:00 UTC+03:00  |          |       | Stankevičius 31e · Mikoliūnas 69e · Kalonas 86e | Spectateurs : 14 000 Arbitrage : Alan Kelly     | Spectateurs : 14 000 Arbitrage : Alan Kelly |
| 21:00 UTC+03:00  | Rapport  |       |                                                 | Spectateurs : 14 000 Arbitrage : Alan Kelly     | Spectateurs : 14 000 Arbitrage : Alan Kelly |

| 6 septembre 2008 | Serbie                            | 2 – 0 | Îles Féroé | Stade de l'Étoile rouge, Belgrade                     |                                                       |
| 20:15 UTC+02:00  | J. Jacobsen 30e (csc) · Žigić 88e |       |            | Spectateurs : 9 615 Arbitrage : Aleksei Nikolaev (en) | Spectateurs : 9 615 Arbitrage : Aleksei Nikolaev (en) |
| 20:15 UTC+02:00  | Rapport                           |       |            | Spectateurs : 9 615 Arbitrage : Aleksei Nikolaev (en) | Spectateurs : 9 615 Arbitrage : Aleksei Nikolaev (en) |

| 6 septembre 2008 | Autriche                                         | 3 – 1 | France    | Stade Ernst-Happel, Vienne                       |                                                  |
| 20:45 UTC+02:00  | Janko 8e · Aufhauser 41e · Ivanschitz 72e (pen.) |       | Govou 61e | Spectateurs : 48 000 Arbitrage : Claus Bo Larsen | Spectateurs : 48 000 Arbitrage : Claus Bo Larsen |
| 20:45 UTC+02:00  | Rapport                                          |       |           | Spectateurs : 48 000 Arbitrage : Claus Bo Larsen | Spectateurs : 48 000 Arbitrage : Claus Bo Larsen |

| 10 septembre 2008 | Îles Féroé | 0 – 1 | Roumanie  | Tórsvøllur, Torshavn                           |                                                |
| 17:30 UTC+01:00   |            |       | Cociș 59e | Spectateurs : 805 Arbitrage : Marijo Strahonja | Spectateurs : 805 Arbitrage : Marijo Strahonja |
| 17:30 UTC+01:00   | Rapport    |       |           | Spectateurs : 805 Arbitrage : Marijo Strahonja | Spectateurs : 805 Arbitrage : Marijo Strahonja |

| 10 septembre 2008 | Lituanie             | 2 – 0 | Autriche | Sūduva Stadium, Marijampolė                       |                                                   |
| 20:30 UTC+03:00   | Danilevičius 52e 58e |       |          | Spectateurs : 4 500 Arbitrage : Paolo Tagliavento | Spectateurs : 4 500 Arbitrage : Paolo Tagliavento |
| 20:30 UTC+03:00   | Rapport              |       |          | Spectateurs : 4 500 Arbitrage : Paolo Tagliavento | Spectateurs : 4 500 Arbitrage : Paolo Tagliavento |

| 10 septembre 2008 | France                 | 2 – 1 | Serbie       | Stade de France, Saint-Denis                          |                                                       |
| 21:00 UTC+02:00   | Henry 53e · Anelka 63e |       | Ivanović 75e | Spectateurs : 53 027 Arbitrage : Olegario Benquerenca | Spectateurs : 53 027 Arbitrage : Olegario Benquerenca |
| 21:00 UTC+02:00   | Rapport                |       |              | Spectateurs : 53 027 Arbitrage : Olegario Benquerenca | Spectateurs : 53 027 Arbitrage : Olegario Benquerenca |

| 11 octobre 2008 | Îles Féroé | 1 – 1 | Autriche    | Tórsvøllur, Torshavn                          |                                               |
| 16:00 UTC+01:00 | Løkin 47e  |       | Stranzl 49e | Spectateurs : 1 800 Arbitrage : Darko Čeferin | Spectateurs : 1 800 Arbitrage : Darko Čeferin |
| 16:00 UTC+01:00 | Rapport    |       |             | Spectateurs : 1 800 Arbitrage : Darko Čeferin | Spectateurs : 1 800 Arbitrage : Darko Čeferin |

| 11 octobre 2008 | Serbie                               | 3 – 0 | Lituanie | Stade de l'Étoile rouge, Belgrade                       |                                                         |
| 20:15 UTC+02:00 | Ivanović 6e · Krasić 34e · Žigić 82e |       |          | Spectateurs : 22 000 Arbitrage : Manuel Mejuto González | Spectateurs : 22 000 Arbitrage : Manuel Mejuto González |
| 20:15 UTC+02:00 | Rapport                              |       |          | Spectateurs : 22 000 Arbitrage : Manuel Mejuto González | Spectateurs : 22 000 Arbitrage : Manuel Mejuto González |

| 11 octobre 2008 | Roumanie                | 2 – 2 | France                    | Stade du Phare, Constanța                           |                                                     |
| 21:40 UTC+03:00 | F. Petre 6e · Goian 17e |       | Ribéry 36e · Gourcuff 69e | Spectateurs : 12 800 Arbitrage : Frank De Bleeckere | Spectateurs : 12 800 Arbitrage : Frank De Bleeckere |
| 21:40 UTC+03:00 | Rapport                 |       |                           | Spectateurs : 12 800 Arbitrage : Frank De Bleeckere | Spectateurs : 12 800 Arbitrage : Frank De Bleeckere |

| 15 octobre 2008 | Lituanie         | 1 – 0 | Îles Féroé | Stade S.-Darius-et-S.-Girėnas, Kaunas            |                                                  |
| 19:00 UTC+03:00 | Danilevičius 20e |       |            | Spectateurs : 5 000 Arbitrage : Costas Kapitanis | Spectateurs : 5 000 Arbitrage : Costas Kapitanis |
| 19:00 UTC+03:00 | Rapport          |       |            | Spectateurs : 5 000 Arbitrage : Costas Kapitanis | Spectateurs : 5 000 Arbitrage : Costas Kapitanis |

| 15 octobre 2008 | Autriche  | 1 – 3 | Serbie                                     | Stade Ernst-Happel, Vienne                     |                                                |
| 20:30 UTC+02:00 | Janko 80e |       | Krasić 15e · Jovanović 18e · Obradović 24e | Spectateurs : 47 998 Arbitrage : Michael Riley | Spectateurs : 47 998 Arbitrage : Michael Riley |
| 20:30 UTC+02:00 | Rapport   |       |                                            | Spectateurs : 47 998 Arbitrage : Michael Riley | Spectateurs : 47 998 Arbitrage : Michael Riley |

| 28 mars 2009    | Roumanie                | 2 – 3 | Serbie                                          | Stade du Phare, Constanța                                |                                                          |
| 20:15 UTC+02:00 | Marica 51e · Stoica 73e |       | Jovanović 18e · Stoica 44e (csc) · Ivanović 59e | Spectateurs : 15 000 Arbitrage : Matteo Simone Trefoloni | Spectateurs : 15 000 Arbitrage : Matteo Simone Trefoloni |
| 20:15 UTC+02:00 | Rapport                 |       |                                                 | Spectateurs : 15 000 Arbitrage : Matteo Simone Trefoloni | Spectateurs : 15 000 Arbitrage : Matteo Simone Trefoloni |

| 28 mars 2009    | Lituanie | 0 – 1 | France     | Stade S.-Darius-et-S.-Girėnas, Kaunas          |                                                |
| 21:45 UTC+02:00 |          |       | Ribéry 67e | Spectateurs : 8 700 Arbitrage : Eric Braamhaar | Spectateurs : 8 700 Arbitrage : Eric Braamhaar |
| 21:45 UTC+02:00 | Rapport  |       |            | Spectateurs : 8 700 Arbitrage : Eric Braamhaar | Spectateurs : 8 700 Arbitrage : Eric Braamhaar |

| 1er avril 2009  | Autriche       | 2 – 1 | Roumanie   | Hypo-Arena, Klagenfurt                         |                                                |
| 20:30 UTC+02:00 | Hoffer 25e 43e |       | Tănase 24e | Spectateurs : 23 000 Arbitrage : Craig Thomson | Spectateurs : 23 000 Arbitrage : Craig Thomson |
| 20:30 UTC+02:00 | Rapport        |       |            | Spectateurs : 23 000 Arbitrage : Craig Thomson | Spectateurs : 23 000 Arbitrage : Craig Thomson |

| 1er avril 2009  | France     | 1 – 0 | Lituanie | Stade de France, Saint-Denis                 |                                              |
| 21:00 UTC+02:00 | Ribéry 75e |       |          | Spectateurs : 79 453 Arbitrage : Howard Webb | Spectateurs : 79 453 Arbitrage : Howard Webb |
| 21:00 UTC+02:00 | Rapport    |       |          | Spectateurs : 79 453 Arbitrage : Howard Webb | Spectateurs : 79 453 Arbitrage : Howard Webb |

| 6 juin 2009     | Serbie            | 1 – 0 | Autriche | Stade de l'Étoile rouge, Belgrade            |                                              |
| 20:30 UTC+02:00 | Milijaš 7e (pen.) |       |          | Spectateurs : 53 000 Arbitrage : Pieter Vink | Spectateurs : 53 000 Arbitrage : Pieter Vink |
| 20:30 UTC+02:00 | Rapport           |       |          | Spectateurs : 53 000 Arbitrage : Pieter Vink | Spectateurs : 53 000 Arbitrage : Pieter Vink |

| 6 juin 2009     | Lituanie | 0 – 1 | Roumanie   | Stade S.-Darius-et-S.-Girėnas, Kaunas          |                                                |
| 21:00 UTC+03:00 |          |       | Marica 38e | Spectateurs : 4 000 Arbitrage : Jonas Eriksson | Spectateurs : 4 000 Arbitrage : Jonas Eriksson |
| 21:00 UTC+03:00 | Rapport  |       |            | Spectateurs : 4 000 Arbitrage : Jonas Eriksson | Spectateurs : 4 000 Arbitrage : Jonas Eriksson |

| 10 juin 2009    | Îles Féroé | 0 – 2 | Serbie                      | Tórsvøllur, Torshavn  |                       |
| 19:15 UTC+01:00 |            |       | Jovanovic 43e · Subotić 61e | Arbitrage : Meir Levi | Arbitrage : Meir Levi |
| 19:15 UTC+01:00 | Rapport    |       |                             | Arbitrage : Meir Levi | Arbitrage : Meir Levi |

| 12 août 2009    | Îles Féroé | 0 – 1 | France     | Tórsvøllur, Torshavn                                 |                                                      |
| 17:00 UTC+02:00 |            |       | Gignac 42e | Spectateurs : 2 974 Arbitrage : Michális Koukoulákis | Spectateurs : 2 974 Arbitrage : Michális Koukoulákis |
| 17:00 UTC+02:00 | Rapport    |       |            | Spectateurs : 2 974 Arbitrage : Michális Koukoulákis | Spectateurs : 2 974 Arbitrage : Michális Koukoulákis |

| 5 septembre 2009 | Autriche                              | 3 – 1 | Îles Féroé | UPC Arena, Graz                             |                                             |
| 20:30 UTC+02:00  | Maierhofer 1re · Janko 16e 59e (pen.) |       | Olsen 83e  | Spectateurs : 12 300 Arbitrage : Marco Borg | Spectateurs : 12 300 Arbitrage : Marco Borg |
| 20:30 UTC+02:00  | Rapport                               |       |            | Spectateurs : 12 300 Arbitrage : Marco Borg | Spectateurs : 12 300 Arbitrage : Marco Borg |

| 5 septembre 2009 | France    | 1 - 1 | Roumanie         | Stade de France, Saint-Denis                |                                             |
| 21:00 UTC+02:00  | Henry 48e |       | Escudé 56e (csc) | Spectateurs : 78 209 Arbitrage : Ivan Bebek | Spectateurs : 78 209 Arbitrage : Ivan Bebek |
| 21:00 UTC+02:00  | Rapport   |       |                  | Spectateurs : 78 209 Arbitrage : Ivan Bebek | Spectateurs : 78 209 Arbitrage : Ivan Bebek |

| 9 septembre 2009 | Roumanie  | 1 – 1 | Autriche     | Stade Ghencea, Bucarest                         |                                                 |
| 20:45 UTC+02:00  | Bucur 54e |       | Schiemer 83e | Spectateurs : 7 505 Arbitrage : Martin Atkinson | Spectateurs : 7 505 Arbitrage : Martin Atkinson |
| 20:45 UTC+02:00  | Rapport   |       |              | Spectateurs : 7 505 Arbitrage : Martin Atkinson | Spectateurs : 7 505 Arbitrage : Martin Atkinson |

| 9 septembre 2009 | Serbie             | 1 – 1 | France    | Stade de l'Étoile rouge, Belgrade                |                                                  |
| 21:00 UTC+02:00  | Milijaš 13e (pen.) |       | Henry 36e | Spectateurs : 49 456 Arbitrage : Roberto Rosetti | Spectateurs : 49 456 Arbitrage : Roberto Rosetti |
| 21:00 UTC+02:00  | Rapport            |       |           | Spectateurs : 49 456 Arbitrage : Roberto Rosetti | Spectateurs : 49 456 Arbitrage : Roberto Rosetti |

| 9 septembre 2009 | Îles Féroé             | 2 – 1 | Lituanie                | Tórsvøllur, Torshavn                       |                                            |
| 17:15 UTC+02:00  | Olsen 13e · Hansen 34e |       | Danilevičius 22e (pen.) | Spectateurs : 1 942 Arbitrage : István Vad | Spectateurs : 1 942 Arbitrage : István Vad |
| 17:15 UTC+02:00  | Rapport                |       |                         | Spectateurs : 1 942 Arbitrage : István Vad | Spectateurs : 1 942 Arbitrage : István Vad |

| 10 octobre 2009 | Autriche                       | 2 – 1 | Lituanie         | Tivoli Neu, Innsbruck                           |                                                 |
| 20:30 UTC+02:00 | Janko 16e · Wallner 80e (pen.) |       | Stankevičius 66e | Spectateurs : 14 200 Arbitrage : Serge Gumienny | Spectateurs : 14 200 Arbitrage : Serge Gumienny |
| 20:30 UTC+02:00 | Rapport                        |       |                  | Spectateurs : 14 200 Arbitrage : Serge Gumienny | Spectateurs : 14 200 Arbitrage : Serge Gumienny |

| 10 octobre 2009 | Serbie                                                          | 5 – 0 | Roumanie | Stade de l'Étoile rouge, Belgrade                 |                                                   |
| 20:30 UTC+02:00 | Žigić 37e · Pantelić 50e · Kuzmanović 78e · Jovanovic 86e 90+3e |       |          | Spectateurs : 39 839 Arbitrage : Costas Kapitanis | Spectateurs : 39 839 Arbitrage : Costas Kapitanis |
| 20:30 UTC+02:00 | Rapport                                                         |       |          | Spectateurs : 39 839 Arbitrage : Costas Kapitanis | Spectateurs : 39 839 Arbitrage : Costas Kapitanis |

| 10 octobre 2009 | France                                                 | 5 – 0 | Îles Féroé | Stade de Roudourou, Guingamp                  |                                               |
| 21:00 UTC+02:00 | Gignac 34e 39e · Gallas 53e · Anelka 86e · Benzema 88e |       |            | Spectateurs : 16 755 Arbitrage : Robert Małek | Spectateurs : 16 755 Arbitrage : Robert Małek |
| 21:00 UTC+02:00 | Rapport                                                |       |            | Spectateurs : 16 755 Arbitrage : Robert Małek | Spectateurs : 16 755 Arbitrage : Robert Małek |

| 14 octobre 2009 | France                                      | 3 – 1 | Autriche  | Stade de France, Saint-Denis                   |                                                |
| 21:00 UTC+02:00 | Benzema 18e · Henry 26e (pen.) · Gignac 66e |       | Janko 48e | Spectateurs : 78 099 Arbitrage : Pedro Proença | Spectateurs : 78 099 Arbitrage : Pedro Proença |
| 21:00 UTC+02:00 | Rapport                                     |       |           | Spectateurs : 78 099 Arbitrage : Pedro Proença | Spectateurs : 78 099 Arbitrage : Pedro Proença |

| 14 octobre 2009 | Lituanie                                     | 2 – 1 | Serbie    | Sūduva Stadium, Marijampolė                  |                                              |
| 21:00 UTC+03:00 | Kalonas 18e (pen.) · Stankevičius 67e (pen.) |       | Tošić 59e | Spectateurs : 2 000 Arbitrage : Anton Guenov | Spectateurs : 2 000 Arbitrage : Anton Guenov |
| 21:00 UTC+03:00 | Rapport                                      |       |           | Spectateurs : 2 000 Arbitrage : Anton Guenov | Spectateurs : 2 000 Arbitrage : Anton Guenov |

| 14 octobre 2009 | Roumanie                             | 3 – 1 | Îles Féroé | Stade Ceahlăul, Piatra Neamț                       |                                                    |
| 21:00 UTC+03:00 | Apostol 16e · Bucur 65e · Mazilu 88e |       | Bø 83e     | Spectateurs : 13 000 Arbitrage : Alexander Gvardis | Spectateurs : 13 000 Arbitrage : Alexander Gvardis |
| 21:00 UTC+03:00 | Rapport                              |       |            | Spectateurs : 13 000 Arbitrage : Alexander Gvardis | Spectateurs : 13 000 Arbitrage : Alexander Gvardis |

## Buteurs
| Pos | Joueur              | Pays       | Buts |
| --- | ------------------- | ---------- | ---- |
| 1   | Marc Janko          | Autriche   | 6    |
| 2   | Milan Jovanović     | Serbie     | 5    |
| 3   | André-Pierre Gignac | France     | 4    |
| 3   | Thierry Henry       | France     | 4    |
| 3   | Tomas Danilevičius  | Lituanie   | 4    |
| 6   | Franck Ribéry       | France     | 3    |
| 6   | Marius Stankevičius | Lituanie   | 3    |
| 6   | Branislav Ivanović  | Serbie     | 3    |
| 6   | Nikola Žigić        | Serbie     | 3    |
| 10  | Erwin Hoffer        | Autriche   | 2    |
| 10  | Nicolas Anelka      | France     | 2    |
| 10  | Karim Benzema       | France     | 2    |
| 10  | Mindaugas Kalonas   | Lituanie   | 2    |
| 10  | Gheorghe Bucur      | Roumanie   | 2    |
| 10  | Ciprian Marica      | Roumanie   | 2    |
| 10  | Miloš Krasić        | Serbie     | 2    |
| 10  | Nenad Milijaš       | Serbie     | 2    |
| 18  | René Aufhauser      | Autriche   | 1    |
| 18  | Andreas Ivanschitz  | Autriche   | 1    |
| 18  | Stefan Maierhofer   | Autriche   | 1    |
| 18  | Franz Schiemer      | Autriche   | 1    |
| 18  | Martin Stranzl      | Autriche   | 1    |
| 18  | Thomas Wallner      | Autriche   | 1    |
| 18  | William Gallas      | France     | 1    |
| 18  | Yoann Gourcuff      | France     | 1    |
| 18  | Sidney Govou        | France     | 1    |
| 18  | Egil Bo             | Îles Féroé | 1    |
| 18  | Arnbjørn Hansen     | Îles Féroé | 1    |
| 18  | Bogi Løkin          | Îles Féroé | 1    |
| 18  | Andreas Olsen       | Îles Féroé | 1    |
| 18  | Suni Olsen          | Îles Féroé | 1    |
| 18  | Saulius Mikoliūnas  | Lituanie   | 1    |
| 18  | Iulian Apostol      | Roumanie   | 1    |
| 18  | Răzvan Cociș        | Roumanie   | 1    |
| 18  | Dorin Goian         | Roumanie   | 1    |
| 18  | Ionuț Mazilu        | Roumanie   | 1    |
| 18  | Florentin Petre     | Roumanie   | 1    |
| 18  | Dorel Stoica        | Roumanie   | 1    |
| 18  | Cristian Tănase     | Roumanie   | 1    |
| 18  | Zdravko Kuzmanović  | Serbie     | 1    |
| 18  | Ivan Obradović      | Serbie     | 1    |
| 18  | Marko Pantelić      | Serbie     | 1    |
| 18  | Neven Subotić       | Serbie     | 1    |
| 18  | Zoran Tošić         | Serbie     | 1    |

| Joueur           | Pays                     | Buts csc |
| ---------------- | ------------------------ | -------- |
| Julien Escudé    | France (pour Roumanie)   | 1        |
| Jón Rói Jacobsen | Îles Féroé (pour Serbie) | 1        |
| Dorel Stoica     | Roumanie (pour Serbie)   | 1        |